# Miandrarivo
Miandrarivo è una città e comune del Madagascar situata nel distretto di Faratsiho, regione di Vakinankaratra. 
La popolazione del comune rilevata nel censimento 2001 era pari a 27 437 unità.